# Arbegas
Arbegas: El rayo custodio  (光速電神アルベガス Kōsoku Denjin Arubegasu?) es un anime transmitido entre 1983 y 1984 en Japón. Hubo 45 episodios de 25 minutos c/u. Otros nombres traducidos de la serie son "Arbegas", "Arebegas", "Lightspeed Electrón Arbegas" y "Dimensión Denjín: Arbegas el rayo custodio". Se trata sobre tres robots que al unirse forman uno solo para combatir a los extraterrestres llamados en la serie Gerin-ya. Los robots se llaman Alfa, Beta y Gamma (las tres primeras letras del alfabeto griego), las iniciales forman su nombre Arbegas, pues en el idioma japonés no existe la letra L y la pronuncian como R.

## Argumento
Arbegas nos sitúa en el siglo XXI, donde la Tierra es atacada por una raza invasora, los Gerin-ya. Mientras tanto en la Preparatoria Aoba Gakuen se celebra un concurso de diseño de robots, que es ganado por tres jóvenes llamados Daisaku, Tetsuya y Hotaru (en los tres primeros puestos, respectivamente). Al ver el ataque inminente, este grupo se enfrenta a los invasores, siendo vencidos fácilmente.
Con la derrota el profesor Mizuki, del Centro de Investigación de Ingeniería Robótica, interviene y dota a los robots de un sistema de acoplamiento: los tres robots que conforman a Albegas (Alfa, Beta y Gamma) se combinan de 6 formas diversas. A estos acoplamientos se les conoce como dimensiones. Al haber solo 3 robots, existen 2 dimensiones para cada uno y con estas características será posible enfrentar a los enemigos que envíen los Gerin-ya.

## Elenco
- Director: Kozo Morishita

- Directores invitados: Masamitsu Sasaki, Masao Ito, Noriyasu Yamauchi, Keiji Hisaoka, Takao Yoshisawa, Masayuki Akehi.

- Animación: Hajie Kaneko, Toshio Mori.

- Música: Michiaki Watanabe

## Personajes
| Daisaku Enjouji                | Toshio Furukawa   | Carlos Romero Franco |  |  |  |  |  |  |  |  |  |  |  |  |
| Tetsuya Jin                    | Hideyuki Hori     | Sergio Aguirre       |  |  |  |  |  |  |  |  |  |  |  |  |
| Hotaru Mizuki                  | Hiromi Tsuru      | María Elena Molina   |  |  |  |  |  |  |  |  |  |  |  |  |
| Profesor Mizuki                | Eiji Kanie        | Alberto Ramírez Beni |  |  |  |  |  |  |  |  |  |  |  |  |
| Ayako                          | Chiyoko Kawashima | Cristina Escalante   |  |  |  |  |  |  |  |  |  |  |  |  |
| Goro Kumai                     | Kōzō Shioya       | Juan Carlos Olivier  |  |  |  |  |  |  |  |  |  |  |  |  |
| Presidente Azasu               | Eiji Kanie        | Alberto Ramírez Beni |  |  |  |  |  |  |  |  |  |  |  |  |
| General Duston                 | N/A               | Elbio Nessier        |  |  |  |  |  |  |  |  |  |  |  |  |
| Mujer Gerin-ya                 | N/A               | Livia Fernán         |  |  |  |  |  |  |  |  |  |  |  |  |
| Oficial Dilme                  | Reizô Nomoto      | Sergio Aguirre       |  |  |  |  |  |  |  |  |  |  |  |  |
| Comandante Catastora           | Kōji Totani       | Horacio Yerve        |  |  |  |  |  |  |  |  |  |  |  |  |
| Señorita Danko                 | Noriko Tsukase    | Livia Fernán         |  |  |  |  |  |  |  |  |  |  |  |  |
| Director de la Preparatoria    | Satou Masaharu    | Elbio Nessier        |  |  |  |  |  |  |  |  |  |  |  |  |
| Subdirector de la Preparatoria | Nomoto Reizou     | Carlos Romero Franco |  |  |  |  |  |  |  |  |  |  |  |  |
| Kouzou Enjouji                 | N/A               | Natalio Hoxman       |  |  |  |  |  |  |  |  |  |  |  |  |
| Midori Enjouji                 | Chiyoko Kawashima | Nelly Hering         |  |  |  |  |  |  |  |  |  |  |  |  |
| Jirou Enjouji                  | Satomi Majima     | N/A                  |  |  |  |  |  |  |  |  |  |  |  |  |
| Natsuko Enjouji                | Tomiko Suzuki     | Susana Klein         |  |  |  |  |  |  |  |  |  |  |  |  |
| Padre de Goro                  | N/A               | Elbio Nessier        |  |  |  |  |  |  |  |  |  |  |  |  |
| Alumno de Goro                 | N/A               | Horacio Yerve        |  |  |  |  |  |  |  |  |  |  |  |  |
| Narrador                       | N/A               | Ernesto Frith        |  |  |  |  |  |  |  |  |  |  |  |  |
|                                |                   |                      |  |  |  |  |  |  |  |  |  |  |  |  |

## Robots
| Configuración | Color | Piloto         |
| ------------- | ----- | -------------- |
| Alpha         | Negro | Daisaku Enjoji |
| Beta          | Azul  | Tetsuya Jin    |
| Gamma         | Rojo  | Hotaru Mizuki  |

## Configuraciones
| Dimensión         | Secuencia (desde arriba) | Colores           |
| ----------------- | ------------------------ | ----------------- |
| Dimensión Denjin  | Alpha, Beta, Gamma       | Negro, Azul, Rojo |
| Dimensión Magma   | Beta, Gamma, Alpha       | Azul, Rojo, Negro |
| Dimensión Espacio | Alpha, Gamma, Beta       | Negro, Rojo, Azul |
| Dimensión Marina  | Gamma, Alpha, Beta       | Rojo, Negro, Azul |
| Dimensión Rescate | Gamma, Beta, Alpha       | Rojo, Azul, Negro |
| Dimensión Cielo   | Beta, Alpha, Gamma       | Azul, Negro, Rojo |

## Episodios
1. Los héroes de la escuela Aobe (*Un Valiente de la escuela Aoba Gakuen)
2. Arbegas Supersónico
3. Trato inusual
4. esperare por ti Dikei (*Mi criatura espacial DK)
5. Un amor imposible (*Estrategia de amor)
6. Androking (*La rebelión del robot que ganó el premio de oro)
7. El Fantástico Gori Robot (*Gori Robot, un gran valiente)
8. Princesa Kaguya (*La princesa Kaguya de la escuela Aoba)
9. El Ladrón Misterioso (*Fantasma X, hay dos Tetsuyas)
10. Viaje de Amor
11. El Hombre y el Parque Luna (*El "Letloi" que desapareció al amanecer)
12. La Ballena Inmortal (*La ballena voladora inmortal)
13. La Enciclopedia de Albegas (*Enciclopedia Arbegas)
14. La isla misteriosa (*El super nuevo Abega)
15. El rapto (*El secreto de Arbegas)
16. El Enemigo Invisible (*Ataque al enemigo invisible)
17. La voz de la Sangre (*Un Gerinya como madre)
18. El Deseo de Dios (*La novia de Tetsuya tiene 15 años)
19. El Jefe de la Banda (*Amammos a "Banko")
20. Adán y Eva
21. El Premio Especial
22. La Trampa para Orcas (*Vacaciones con las orcas)
23. Una Tostada para Papa
24. Lágrimas de Gerin-ya
25. La Fascinación
26. El mensajero de el DIOS
27. La Última Batalla de el General
28. El Huracán Cassiopea
29. El Nuevo General (*Ataque a la base Gerinya)
30. Viaje en el Expreso de La Galaxia (*Pánico en el tren intergaláctico)
31. Todos por Amor
32. El Primer Amor
33. El Profesor Estricto
34. Sin Escape (*Una Gerinya enamorada)
35. Cazando el Tesoro
36. Un Amigo Fiel (*La historia de Koro y Natsuko)
37. El gran Cañón
38. Los Cazadores Furtivos
39. La Festividad de Cumpleaños (*El programa televisivo de Arbegas)
40. El Día de Año Nuevo
41. Los Juegos de Guerra
42. Ela Afecto Paternal
43. El General Diri
44. El Secreto Revelado de los Gerin-ya
45. Por siempre Arbegas

- Nombres entre paréntesis son según voz en off de la presentación del episodio.

- Datos: Q111318640